# Special Roman
Special Roman was een Belgisch bier. Het bier werd gebrouwen door Brouwerij Roman te Oudenaarde.
Het is een oud bruin bier met een alcoholpercentage van 5,5%. De productie van dit bier werd in 2013 stopgezet.